# Miltogramma curticlaws
Miltogramma curticlaws är en tvåvingeart som beskrevs av Zhang och Liu 1998. Miltogramma curticlaws ingår i släktet Miltogramma och familjen köttflugor. Inga underarter finns listade i Catalogue of Life.